# Äspö, Oskarshamns kommun

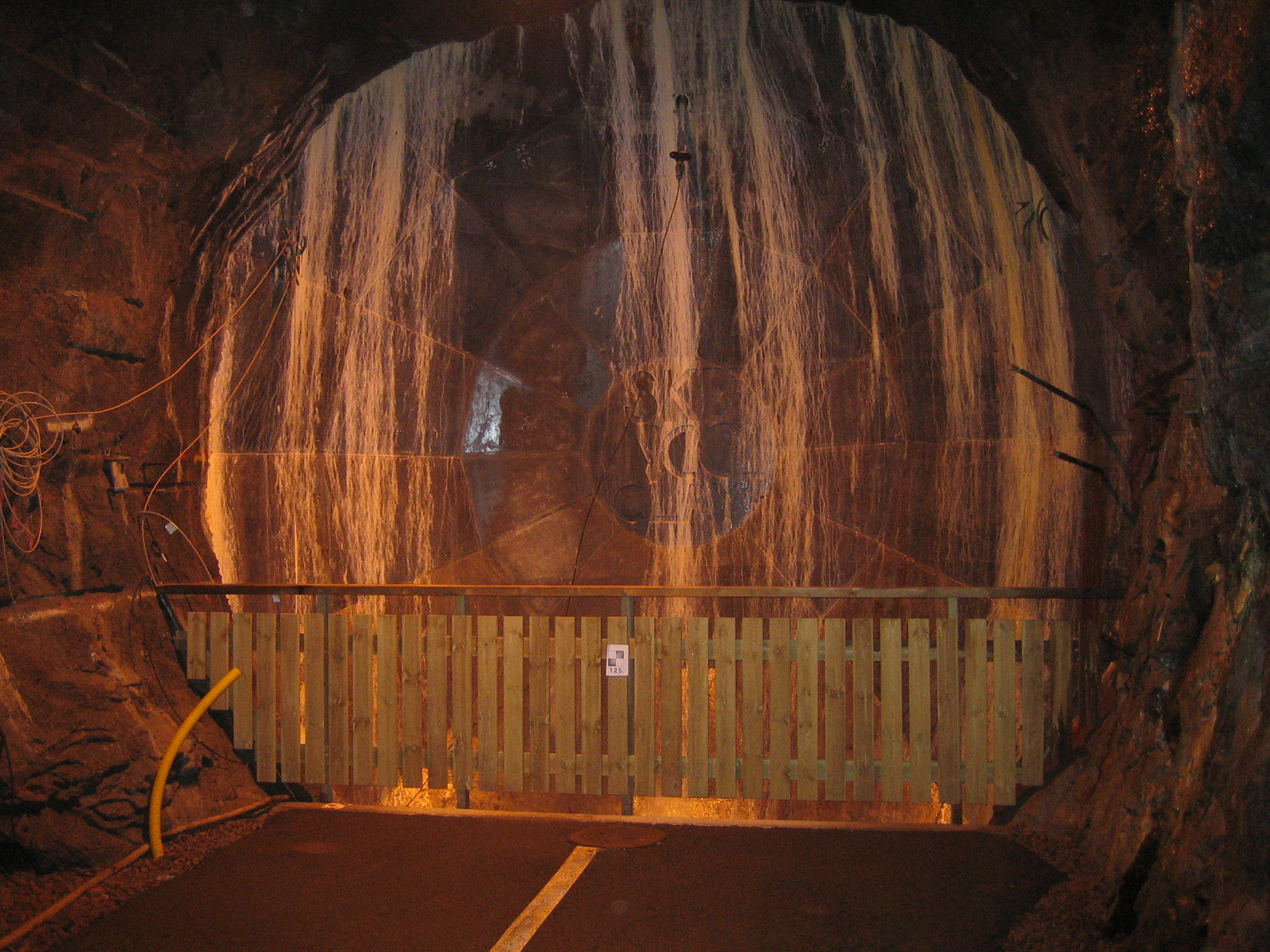
Tunnel förseglad med betongplugg i Äspölaboratoriet.

Äspö är en ö i Misterhults skärgård, Oskarshamns kommun. På Äspö ligger Äspölaboratoriet som ägs och drivs av Svensk Kärnbränslehantering AB och som har till uppgift att utforska olika möjligheter för att slutförvara kärnavfall. Tack vare laboratoriet som också tar emot besökare har ön blivit ett populärt besöksmål.